# Liga de Empresas de Pelota a Mano
La Liga de Empresas de Pelota a Mano (LEP.M) es una asociación creada en 2002, con el objetivo de desarrollar toda la pelota mano profesional bajo el amparo de un supervisor ajeno a las empresas, y separar el profesionalismo del sector amateur. Se creó con la ayuda de distintas instituciones públicas vascas. Su trabajo es organizar y llevar a cabo todos los torneos oficiales de la pelota mano profesional. Asegarce y ASPE, son, hoy en día, las empresas que toman parte en las competiciones de la LEP.M.

## Campeonatos y torneos organizados
- Campeonatos
  - Campeonato Manomanista de 1º Categoría
  - Campeonato de Parejas de 1º Categoría
  - Campeonato del Cuatro y Medio de 1º Categoría
  - Campeonato Manomanista de 2ª categoría
  - Campeonato de Parejas de 2ª categoría
  - Campeonato del Cuatro y Medio de 2ª categoría

- Torneos (entre paréntesis la categoría del torneo, siendo LEP.M 300 la más alta)
  - Torneo Aste Nagusia (LEP.M 200)
  - Torneo Bizkaia (LEP.M 300)
  - Torneo Ciudad de San Sebastián (LEP.M 200)
  - Torneo del Cuatro y Medio de San Fermín (LEP.M 300)
  - Torneo de Labastida (LEP.M 100)
  - Torneo de Sanantolines (LEP.M 200)
  - Torneo de San Fermín (LEP.M 300)
  - Torneo de San Mateo (LEP.M 300)
  - Torneo de San Saturio - Ciudad de Soria (LEP.M 100)
  - Torneo Villa de Zarautz (LEP.M 200)
  - Torneo de la Virgen Blanca (LEP.M 200)

## Calendario 2017
| Campeonato                              | Lugar de la final        | Frontón                | Fecha                        | Campeón                              | Subcampeón                             |
| --------------------------------------- | ------------------------ | ---------------------- | ---------------------------- | ------------------------------------ | -------------------------------------- |
| Campeonato de Parejas de 1ª             | Bilbao, Vizcaya          | Frontón Bizkaia        | 2 diciembre - 9 abril        | Irribarria-Rezusta                   | Bengoetxea VI-Larunbe                  |
| Campeonato de Parejas de 2ª             | Tolosa, Guipúzcoa        | Frontón Beotibar       | 13 enero - 1 abril           | Arteaga II-Erasun                    | Peña II-Salaverri                      |
| Campeonato Manomanista de 1ª            | Bilbao, Vizcaya          | Frontón Bizkaia        | 14 abril - 28 mayo           | Bengoetxea VI                        | Irribarria                             |
| Campeonato Manomanista de 2ª            | Pamplona, Navarra        | Frontón Labrit         | 14 abril - 20 mayo           | Arteaga II                           | Bakaikoa                               |
| Torneo del Cuatro y Medio de San Fermín | Pamplona, Navarra        | Frontón Labrit         | 2 mayo - 7 julio             | Olaizola II                          | Altuna III                             |
| Torneo de San Fermín                    | Pamplona, Navarra        | Frontón Labrit         | 7-14 julio                   | Ezkurdia-Rezusta                     | Bengoetxea VI-Beroiz                   |
| Torneo Bizkaia (por equipos)            | Bilbao, Vizcaya          | Frontón Bizkaia        | 21 julio - 22 agosto         | Albisu-Bakaikoa-Bengoetxea VI-Víctor | Altuna III-Jaunarena-Retegi BI-Rezusta |
| Torneo de la Virgen Blanca              | Vitoria, Álava           | Frontón Ogueta         | 5-8 agosto                   | Altuna III-Merino II                 | Urrutikoetxea-Albisu                   |
| Torneo de Labastida                     | Labastida, Álava         | Frontón Municipal      | 12-15 agosto                 | Urrutikoetxea-Larunbe                | Irribarria-Merino II                   |
| Torneo Villa de Zarautz                 | Zarauz, Guipúzcoa        | Frontón Aritzbatalde   | 15-20 agosto                 | Bengoetxea VI-Albisu                 | Irribarria-Zabaleta                    |
| Torneo Aste Nagusia                     | Bilbao, Vizcaya          | Frontón Bizkaia        | 15-20 de septiembre          | Altuna III-Rezusta                   | Olaizola II-Urrutikoetxea              |
| Torneo Ciudad de San Sebastián          | San Sebastián, Guipúzcoa | Frontón Atano III      | 29 agosto - 1 septiembre     | Artola-Albisu                        | Altuna III-Rezusta                     |
| Torneo de Sanantolines                  | Lequeitio, Vizcaya       | Frontón Santi Brouard  | 2-5 septiembre               | Urrutikoetxea-Larunbe                | Elezkano II-Rezusta                    |
| Torneo de San Mateo                     | Logroño, La Rioja        | Frontón Adarraga       | 17-24 septiembre             | Víctor-Rezusta                       | Ezkurdia-Albisu                        |
| Master LEP.M Codere Apuestas            | Pamplona, Navarra        | Frontón Labrit         | 28-30 septiembre             | Altuna III-Albisu                    | Urrutikoetxea-Untoria                  |
| Torneo San Saturio - Ciudad de Soria    | Soria, Soria             | Frontón de La Juventud | 1-2 octubre                  | Olaizola II-Imaz                     | Altuna III-Untoria                     |
| Campeonato del Cuatro y Medio de 1ª     | Bilbao, Vizcaya          | Frontón Bizkaia        | 28 septiembre - 19 noviembre | Altuna III                           | Urrutikoetxea                          |
| Campeonato del Cuatro y Medio de 2ª     | Pamplona, Navarra        | Frontón Labrit         | 3 octubre - 19 noviembre     | Agirre                               | Peña II                                |

## Clasificación
Tras cada competición puntuable, se actualiza el ranking de la LEP.M. teniendo en cuenta la actuación de los pelotaris en ese torneo o campeonato y puntuandoles acordes a la posición conseguidas y nivel de la competencia llavada a cabo.
Además los 4 primeros de cada posición (zagueros y delanteros) en el ranking se juntarán por parejas para disputar el Master LEP.M, patrocinado por la casa de apuestas Codere, que tendrá en 2017 su primera edición, pero con una perspectiva de mantenerla a largo plazo.
| #  | Pelotari             | Posición  | Puntos |
| -- | -------------------- | --------- | ------ |
| 1  | Jokin Altuna         | Delantero | 3.580  |
| 2  | Beñat Rezusta        | Zaguero   | 2.510  |
| 3  | Joseba Ezkurdia      | Delantero | 2.410  |
| 4  | Aimar Olaizola       | Delantero | 2.410  |
| 5  | Danel Elezkano       | Delantero | 2.050  |
| 6  | Oinatz Bengoetxea    | Delantero | 1.770  |
| 7  | Mikel Urrutikoetxea  | Delantero | 1.770  |
| 8  | José Javier Zabaleta | Zaguero   | 1.490  |
| 9  | Jon Ander Albisu     | Zaguero   | 1.290  |
| 10 | Víctor Esteban       | Delantero | 1.125  |
| 11 | Iker Irribarria      | Delantero | 1.060  |
| 12 | Ander Imaz           | Zaguero   | 890    |
| 13 | Julen Martija        | Zaguero   | 860    |
| 14 | Joanes Bakaikoa      | Delantero | 838    |
| 15 | Mikel Larunbe        | Zaguero   | 770    |
| 16 | Iñaki Artola         | Delantero | 645    |
| 17 | David Merino         | Delantero | 590    |
| 18 | Erik Jaka            | Delantero | 570    |
| 19 | Unai Laso            | Delantero | 550    |
| 20 | Asier Agirre         | Delantero | 520    |